# Vulkanci
Vulkanci (engl. Vulcans) su vrsta humanoida u izmišljenom svemiru „Zvezdanih staza“ koja potiče sa planete Vulkan, poznati po tome što svoj život pokušavaju da vode bez uticaja emocija, vođeni razumom i logikom. Prva su vanzemaljska vrsta koju su ljudi susreli i jedna su od četiri vrste koje su osnivači Ujedinjene Federacije Planeta. Pojavljuju se u svih šest TV serija „Zvezdanih staza“, a u četiri je jedan od glavnih likova Vulkanac — Spok (engl. Spock) u originalnoj i animiranoj seriji, Tuvok (engl. Tuvok) u „Vojadžeru“ i T'Pol u „Enterprajzu“.

## Fiziologija
Vulkanci su prikazani kao humanoidi spoljašnjosti vrlo slične ljudskoj. Glavne razlike se ogledaju u vulkanskim obrvama, čiji je jedan kraj uperen ka vrhu glave, i ušima, koje se završavaju šiljkom. Takođe, imaju više zuba nego ljudi. Kao i ljudi, Vulkanci u okviru vrste ispoljavaju više rasa, uporedivih sa ljudskim.
Naspram sličnog spoljašnjeg izgleda, anatomija ljudi i Vulkanaca se veoma razlikuje. Pored toga što nemaju slepo crevo, srce Vulkanaca se nalazi na mestu gde se kod ljudi nalazi jetra i kuca nekoliko stotina puta u minutu. Njihova krv je zasnovana na bakru, a imaju i razvijen sistem organa za disanje, kao i prilagodljiv sistem organa za varenje. Sluh Vulkanaca je jako osetljiv, dok Vulkanke imaju izraženo čulo mirisa. Pored spoljašnjih, Vulkanci imaju i unutrašnje trepavice. Nekoliko dana mogu izdržati bez vode, a bez hrane i spavanja jako dugo vremena. Imaju otprilike tri puta veću fizičku snagu od ljudi, a i njihovi refleksi su razvijeniji od ljudskih. Životni vek Vulkanaca iznosi 200 ili više godina. Imaju razvijen i složen mozak, kao i telepatske sposobnosti. Vulkanci su razvili tehniku koja omogućava spajanje svesti dve osobe koja se naziva spajanjem umova.
Otprilike svakih sedam godina, odrasli Vulkanci osete nagon za parenjem koji se naziva „pon far“. Zbog jakih emocija i osnovnih nagona koje izaziva, ukoliko se potreba za parenjem ne zadovolji, Vulkanac može umreti.

## Spoljašnje veze
- Vulkanci na vikiju za „Zvezdane staze“ — „Memori alfa“ (језик: енглески)